# Pálné Veres
Pálné Veres (născută Hermin Beniczky; n. 13 decembrie 1815, Trebeľovce, Banskobystrický kraj, Slovacia – d. 28 septembrie 1895, Váchartyán, Districtul Vác, Pesta, Ungaria) a fost o profesoară și feministă maghiară, cunoscută pentru promovarea drepturilor femeilor, pentru deschiderea primei școli secundare pentru femei din Ungaria și pentru fondarea Asociației Naționale Maghiare pentru Educația Femeilor.

## Viață
Pálné Veres s-a născut la 13 decembrie 1815 la Lázi, pe atunci parte a Imperiului Austriac. Numele ei inițial a fost Hermin Beniczky. După căsătoria sa, conform tradiției maghiare, a purtat numele soțului ei Pál Veres („né” înseamnă „soția lui”). Tatăl ei, Pál Beniczky, a fost un proprietar protestant dintr-o familie nobilă din Nógrád, în timp ce mama ei, Karolina Sturmann, provenea dintr-o familie care s-a îmbogățit prin comerț. Márton Sturmann, bunicul lui Veres, a fost un patriot maghiar și protestant dedicat. Când a ajuns la maturitate s-a mutat la Pesta, unde l-a cunoscut și s-a împrietenit cu scriitorul Imre Madách. Ea a murit în cele din urmă la Pesta la 28 septembrie 1895.

## Activism
Palne Veres, o femeie educată, a fondat prima școală de învățământ secundar pentru fete din Ungaria în 1869. Filozofia ei a fost că fetele ar trebui învățate să fie autosuficiente și să învețe să aprecieze cultura fină, evitând în același timp tendința de a se scufunda în lux, lucru care ar putea ruina chiar și cele mai înstărite familii. Fetele urmau să fie învățate să întrupeze idealurile creștine în comportamentul lor și în căsătoria lor viitoare.
Școala în sine a fost împărțită în 11 clase: patru niveluri elementare, patru niveluri intermediare și trei niveluri superioare. Materia școlară de la clasele superioare cuprindea următoarele: Predarea religiei; Limba maghiară; Literatura maghiară; Estetică; Pedagogie; Antropologie și Psihologie; Logică; Istoria civilizației (mai ales despre femei celebre din istorie); Algebră și Geometrie; Limba germană; Limba franceză; Arte manuale; Muzică vocală și instrumentală; Gimnastică; Matematică și Stereometrie; Desen. 
Palne Veres a fost dezamăgită de rata mare de abandon școlar înainte de nivelul superior. Burghezia superioară și familiile aristocratice ale căror fiice erau elevele ei nu au văzut o utilitate practică pentru ca fiicele lor să le frecventeze după o anumită vârstă. Clasele de nivel superior erau considerate utile doar pentru tinerele care intenționau să devină ele înșiși profesore de școală. Palne Veres a reușit să influențeze burghezia superioară și aristocrația pentru a recunoaște beneficiile educației în general pentru copiii de ambele sexe.

## Moștenire

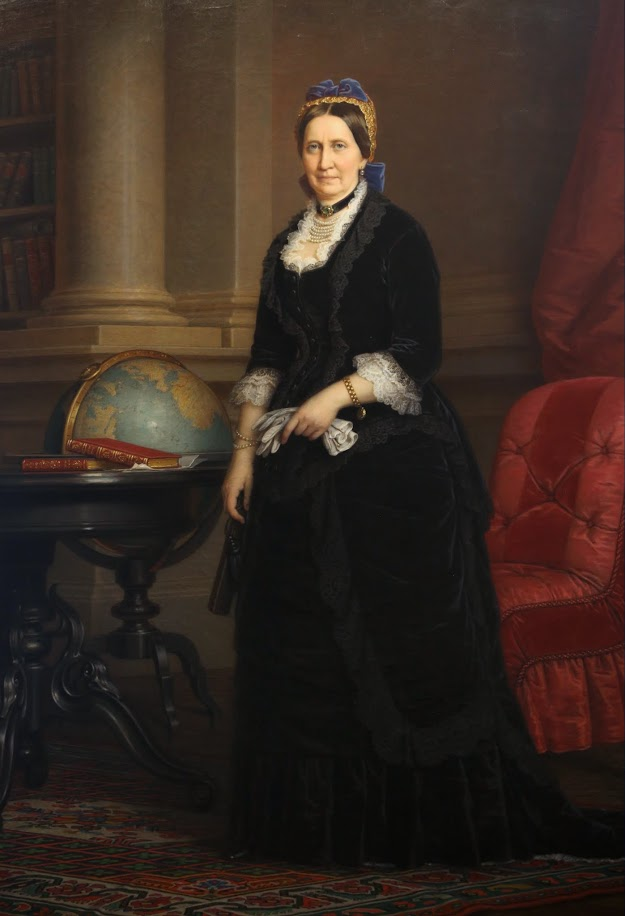
Pe o pictură în ulei de Miklós Barabás, 1881

Școala elementară locală din Vanyarc îi poartă și numele.
În memoria sa a fost ridicată o statuie în Piața Erzsébet din Pesta, dar lucrarea a fost trimisă la un atelier de restaurare în 2001, iar de acolo nu a fost returnată la locul anterior în 2007, ci a fost amplasată în colțul de nord al străzii Veres Pálné.